# Янгискаин
Янгискаи́н (баш. Яңғыҙҡайын «одинокая берёза») — село в Гафурийском районе Республики Башкортостан Российской Федерации. Административный центр Янгискаинского сельсовета.

## География
Находится при речке Зигане, по правую сторону реки Белой.

### Географическое положение
Расстояние до:
- районного центра (Красноусольский): 28 км
- ближайшей ж/д станции (Белое Озеро): 29 км

По данным «Списка населенных мест по сведениям 1870 года» в 30 верстах от уездного города Стерлитамака и в 25 верстах от становой квартиры в селе Табынское.

## История
В «Списке населенных мест по сведениям 1870 года», изданном в 1877 году, населённый пункт упомянут как деревня Янгиз-Каинова 2-го стана Стерлитамакского уезда Уфимской губернии. В деревне в 200 дворах жили 1342 человека (665 мужчин и 676 женщин, мещеряки, тептяри, башкиры), были мечеть, училище, водяная мельница. Жители занимались земледелием, скотоводством, работали на заводах и золотых приисках.

## Население
| 2002 | 2009  | 2010 |
| ---- | ----- | ---- |
| 994  | ↗1027 | ↘888 |

### Национальный и гендерный состав
Согласно результатам переписи 2002 года, в национальной структуре населения татары составляли 64 %, башкиры 33 % от общей численности в 994 чел., из них 470 мужчин, 524 женщины.

## Инфраструктура
- МОБУ СОШ с. Янгискаин
- Янгискаинский сельский дом культуры
- Янгискаинская сельская врачебная амбулатория
- Колхоз имени Ленина
- КФХ ИП Мукминов Риф Вакилович
- Хлебопекарня Магазин Чулпан ИП Фаизов Минигали Загретдинович
- Хлебопекарня ИП Валишина Рузиля Ягафаровна
- Кондитерский цех ИП Садыкова Зиля Рауфовна
- Магазин ИП Ишмухаметиова Гузель Аскатовна
- Магазин ИП Фатыхов Мариян Нуриманович
- Мечеть села Янгискаин
- Пожарное депо
- Янгискаинское почтовое отделение № 5

## Транспорт
Из села ежедневно ходят автобусы в Красноусольский, Стерлитамак.

## Религия
В селе есть мечеть.

## Достопримечательности
- Памятник «Мать-труженица»(1984).
- Мемориальный комплекс с обелиском и вечным огнём(1984).
- Мемориальная доска бойцам локальных войн(2023).
- Бюст Зайнетдину Низамутдиновичу Ахметзянову.
- Бюст Закира Лутфурахмановича Асфандиярова

## Известные уроженцы
- Ахметзянов, Зайнетдин Низамутдинович (1897—1990) — Герой Советского Союза.
- Сабитов, Рашит Махмутович — советский писатель, отличник печати СССР (1987), член Союза писателей (1984).